# Luz Mary Giraldo
Luz Mary Giraldo (Ibagué, Colombia, 1950) es una poeta, ensayista,  profesora de literatura latinoamericana y colombiana, autora de varias antologías de cuento. Licenciada en filosofía y letras, con maestría y doctorado por la Universidad Javeriana . Sus textos han sido recogidos en algunas antologías  del país, así como traducidos al inglés, italiano y francés. Ha participado en distintos eventos nacionales y extranjeros como conferencista.

## Obra

### Algunas publicaciones
- El tiempo se volvió poema (Cafastía, 1974)
- Camino de los sueños (Instituto Tolimense de Cultura, 1981)
- José Donoso: El laberinto de la identidad (Universidad Javeriana, 1982)
- La novela colombiana ante la crítica, 1975-1990. (1994)
- Con la vida (Universidad Javeriana, Bogotá, 1997)
- Poemas (Coautoría con Óscar Torres Duque, edición bilingüe. Seattle: Universidad de Washington, 1998)
- Fin de siglo, narrativa colombiana (CEJA, Universidad del Valle, 1995)
- Narrativa colombiana, búsqueda de un nuevo canon (CEJA, 2000)
- Ciudades escritas (Convenio Andrés Bello 2001)
- Hoja por hoja Universidad Nacional de Colombia, Bogotá, 2002)
- Tarjeta postal (Universidad Externado de Colombia/ El Malpensante, 2003)
- Poemas (Coautoría con Martha L. Canfield, edic. bilingüe. Florencia: Fundazione
- Más allá de Macondo - Tradición y rupturas literarias (Bogotá Universidad Externado de Colombia, 2006)
- En otro lugar. Migración y desplazamientoe en ala literataura colombiana. (Universidad Javeriana, 2008)
- Diario vivir (Colecciones Entrecasa, 2007)
- Sonidos en la luz. (Hombre Nuevo, 2009)
- Llévame como un verso. (Universidad Javeriana, 2011)
- De artes y oficios. (Bogotá Taller de Edición Rocca, 2015)
- La hora de los pájaros. (Rumania Editura Academiei Internationale Orient-Occdent 2015)
- Il volto nascosto dell'amore. Roma Edizioni Fili d'Aquilone, 2017

### Antologías
- Jardín de sueños (Textos para niños, Colcultura, 1987)
- Nuevo cuento colombiano (Fondo de Cultura Económica, 1997)
- Ellas cuentan. Relatos de escritoras colombianas de la colonia a nuestros días (Seix Barral, 1998)
- Cuentos de fin de siglo (Seix Barral, 1999)
- Cuentos caníbales (Alfaguara, 2002)
- Café con amor (Fondo Cultural Cafetero, 2001)
- Postal de viaje (Universidad Externado de Colombia, 2003)
- Cuentos y relatos de la literatura colombiana. (Fondo de Cultura Económica. 2 tomos, 2005)
- Una ciudad partida por un río. Cuentos en Medellín (Planeta, 2008)
- Cuentan. Relatos de narradadoras contemporáneas. (Hombre nuevo 2010)
- R.H. Moreno-Duran. Fantasia y verdad. (Universidad Nacional de Colombia, 2005)
- Fernando Vallejo. Hablar en nombre propio. (Universidad Nacional/Universidad Javeriana 2013)

## Premios y distinciones
- Nominada Premio Internacional de Poesía Pilar Fernández Labrador (Salamanca, 2016)
- Gran premio internacional de poesía Academia Oriente-Occidente (Rumania, 2013)
- Premio internacional de literatura LASA Montserrat Ordóñez. (EE. UU., 2012)
- Premio nacional de poesía Casa Silva "La poesía como una casa" (Bogotá, 2011)
- Mención de honor, premio Internacional Pensamiento latinoamericano Convenio Andrés Bello 2000.
- Mención honorífica en investigación Instituto Distrital de Cultura 2003.
- Premio investigador javeriano 2003.
- Beca nacional de investigación en literatura. Ministerio de Cultura (Bogotá, 1998)
- Escritora Invitada del Hay Festival (Cartagena, 2007, 2014)
- Festival Internacional de Poesía en Bogotá (2006, 2007)
- Festival Internacional de Poesía en Medellín (2008)
- Escritor en residencia. Pontifica Universidad Católica de Chile (2009, 2013)
- Poeta invitado Casa de la Luz y de la Poesía (Florencia, Italia, 2003)
- Encuentro Colombo Mexicano de Escritores (México, D. F., 1996)
- Jurado Premio de Literatura Latinoamericana y del Caribe Juan Rulfo 2003
- Jurado Premio Internacional de Poesía Juan Valera Mora (Caracas, 2008)
- Encuentro Internacional de Poesía Homenaje Rosario Castellanos (Tuxtla Gutiérrez, Chiapas, México, 2014)